# Miss Monde 2005
Miss Monde 2005, est la 55e élection de Miss Monde, qui s'est tenue à Crown of Beauty Theatre de Sanya, en Chine le 10 décembre 2005. 
La gagnante est l'islandaise Unnur Birna Vilhjálmsdóttir et succède ainsi à la péruvienne María Julia Mantilla, Miss Monde 2004. 
Cent-deux participantes ont concouru pour la compétition. Les participantes se sont rendues à Wenzhou, Pékin et Shanghai.
Les six reines de beauté des continents ont été choisis par les juges alors que les douze demi-finalistes ont été déterminés par les votes du public par internet ou par SMS ou téléphone. 

## Résultats
| Résultat Final  | Candidates |
| --------------- | --- |
| Miss Monde 2005 | - Islande - Unnur Birna Vilhjálmsdóttir |
| 1re dauphine    | - Mexique - Dafne Molina |
| 2e dauphine     | - Porto Rico - Ingrid Marie Rivera |
| Top 6           | - Italie - Sofia Bruscoli - Corée du Sud - Oh Eun-young - Tanzanie - Nancy Sumari |
| Top 15          | - Îles Vierges des États-Unis - Kmisha Counts - Canada - Ramona Amiri - Inde - Sindhura Gadde - Jamaïque - Terri-Karelle Griffith - Irlande du Nord - Lucy Evangelista - Philippines - Carlene Aguilar - Russie - Yulia Ivanova - Afrique du Sud - Dhiveja Sundrum - Espagne - Mireia Verdú |

## Reines de beauté des continents
| Continent      | Candidate                             |
| -------------- | ------------------------------------- |
| Afrique        | Tanzanie - Nancy Sumari               |
| Amérique       | Mexique - Dafne Molina                |
| Asie & Océanie | Corée du Sud - Oh Eun-young           |
| Caraïbes       | Porto Rico - Ingrid Marie Rivera      |
| Europe du Nord | Islande - Unnur Birna Vilhjálmsdóttir |
| Europe du Sud  | Italie - Sofia Bruscoli               |

## Candidates
| Pays                             | Candidate                    | Âge | Taille | Continent & région | Domicile                |
| -------------------------------- | ---------------------------- | --- | ------ | ------------------ | ----------------------- |
| Afrique du Sud                   | Dhiveja Sundrum              | 23  | 1,70   | Afrique            | Durban                  |
| Albanie                          | Suada Sherifi                | 17  | 1,84   | Europe du Sud      | Vlorë                   |
| Allemagne                        | Daniela Risch                | 23  | 1,70   | Europe du Nord     | Kiel                    |
| Argentine                        | Emilia Iannetta              | 19  | 1,79   | Amérique           | Pilar (Buenos Aires)    |
| Aruba                            | Sarah Juddan                 | 18  | 1,80   | Caraïbes           | Oranjestad              |
| Australie                        | Dennae Brunow                | 20  | 1,78   | Asie-Pacifique     | Albury                  |
| Bahamas                          | Ordain Moss                  | 18  | 1,73   | Caraïbes           | Nassau                  |
| Barbade                          | Marielle Onyeche             | 21  | 1,73   | Caraïbes           | Bridgetown              |
| Belgique                         | Tatiana Silva                | 20  | 1,78   | Europe du Nord     | Uccle                   |
| Bolivie                          | Viviana Méndez               | 19  | 1,76   | Amérique           | Santa Cruz de la Sierra |
| Bosnie-Herzégovine               | Sanja Tunjić                 | 19  | 1,77   | Europe du Sud      | Kula                    |
| Botswana                         | Tshegofatso Robi             | 20  | 1,70   | Afrique            | Gaborone                |
| Brésil                           | Patricia Reginato            | 19  | 1,77   | Amérique           | Medianeira              |
| Bulgarie                         | Rositsa Ivanova              | 18  | 1,74   | Europe du Sud      | Ruse                    |
| Canada                           | Ramona Amiri                 | 25  | 1,72   | Amérique           | Montreal                |
| Chine                            | Ting Ting Zhao               | 19  | 1,78   | Asie-Pacifique     | Pékin                   |
| Taïwan                           | Su-Jung Hsu                  | 25  | 1,77   | Asie-Pacifique     | Kaohsiung               |
| Chypre                           | Orthodoxia Moutsouri         | 20  | 1,74   | Europe du Sud      | Famagouste              |
| Colombie                         | Erika Querubín               | 22  | 1,78   | Amérique           | Medellín                |
| Corée du Sud                     | Oh Eun-young                 | 20  | 1,72   | Asie-Pacifique     | Séoul                   |
| Costa Rica                       | Leonora Jiménez              | 22  | 1,81   | Amérique           | Santa Ana               |
| Croatie                          | Maja Cvjetković              | 19  | 1,75   | Europe du Sud      | Šibenik                 |
| Danemark                         | Trine Lundgaard              | 18  | 1,78   | Europe du Nord     | Billund                 |
| Équateur                         | Marelisa Márquez             | 24  | 1,75   | Amérique           | Guayaquil               |
| Salvador                         | Alejandra Cárcamo            | 19  | 1,77   | Amérique           | San Salvador            |
| Écosse                           | Aisling Friel                | 22  | 1,71   | Europe du Nord     | Glasgow                 |
| Slovaquie                        | Ivica Sláviková              | 21  | 1,72   | Europe du Sud      | Bratislava              |
| Slovénie                         | Sanja Grohar                 | 21  | 1,67   | Europe du Sud      | Kranj                   |
| Espagne                          | Mireia Verdú                 | 22  | 1,78   | Europe du Sud      | Barcelone               |
| États-Unis                       | Lissette Diaz                | 22  | 1,70   | Amérique           | San Diego               |
| Estonie                          | Laura Korgemae               | 19  | 1,78   | Europe du Nord     | Tartu                   |
| Éthiopie                         | Seble Mekonnen               | 19  | 1,78   | Afrique            | Addis-Abeba             |
| Philippines                      | Carlene Aguilar              | 23  | 1,75   | Asie-Pacifique     | Quezon City             |
| France                           | Cindy Fabre                  | 20  | 1,78   | Europe du Nord     | Cosne-Cours-sur-Loire   |
| Pays de Galles                   | Claire Evans                 | 22  | 1,67   | Europe du Nord     | Aberystwyth             |
| Géorgie                          | Salome Khelashvili           | 20  | 1,76   | Europe du Sud      | Tbilisi                 |
| Ghana                            | Inna Mariam Patty            | 22  | 1,80   | Afrique            | Côte de l'Or            |
| Gibraltar                        | Melanie Chipolina            | 23  | 1,75   | Europe du Sud      | Gibraltar               |
| Grèce                            | Katerína Stikoúdi            | 20  | 1,76   | Europe du Sud      | Thessalonique           |
| Guadeloupe                       | Merita Melyna                | 23  | 1,76   | Caraïbes           | Les Abymes              |
| Guatemala                        | María Inés Gálvez Close      | 24  | 1,79   | Amérique           | Guatemala               |
| Guyana                           | Jasmine Herzog               | 18  | 1,78   | Amérique           | Annandale               |
| Hong Kong                        | Tracy Ip                     | 24  | 1,73   | Asie-Pacifique     | Hong Kong               |
| Hongrie                          | Semmi-Kis Tünde              | 20  | 1,82   | Europe du Sud      | Budapest                |
| Inde                             | Sindhura Gadde               | 21  | 1,75   | Asie-Pacifique     | Andhra Pradesh          |
| Indonésie                        | Lindi Cistia Prabha          | 21  | 1,72   | Asie-Pacifique     | Jakarta                 |
| Angleterre                       | Hammasa Kohistani            | 17  | 1,70   | Europe du Nord     | Londres                 |
| Irlande                          | Aoife Cogan                  | 24  | 1,80   | Europe du Nord     | Castleknock             |
| Irlande du Nord                  | Lucy Evangelista             | 19  | 1,73   | Europe du Nord     | Ballymena               |
| Islande                          | Unnur Birna Vilhjálmsdóttir  | 21  | 1,74   | Europe du Nord     | Reykjavik               |
| Îles Vierges des États-Unis      | Kmisha Counts                | 18  | 1,73   | Caraïbes           | Saint Thomas            |
| Israël                           | Keren Shacham                | 19  | 1,71   | Europe du Sud      | Kiryat Motzkin          |
| Italie                           | Sofia Bruscoli               | 17  | 1,77   | Europe du Sud      | Émilie-Romagne          |
| Jamaïque                         | Terri-Karelle Griffith       | 23  | 1,75   | Caraïbes           | Kingston                |
| Japon                            | Erina Shinohara              | 22  | 1,65   | Asie-Pacifique     | Shizuoka                |
| Kenya                            | Cecilia Mwangi               | 21  | 1,71   | Afrique            | Nairobi                 |
| Lettonie                         | Valerija Sevcuka             | 20  | 1,76   | Europe du Nord     | Riga                    |
| Liban                            | Lamitta Frangieh             | 24  | 1,73   | Europe du Sud      | Beyrouth                |
| Liberia                          | Snorti Forh                  | 23  | 1,80   | Afrique            | Montserrado             |
| Macédoine du Nord                | Milena Stanivuković          | 20  | 1,80   | Europe du Sud      | Skopje                  |
| Malaisie                         | Emmeline Ng                  | 23  | 1,79   | Asie-Pacifique     | Johor Bahru             |
| Malawi                           | Rachel Landson               | 20  | 1,72   | Afrique            | Lilongwe                |
| Malte                            | Ferdine Fava                 | 19  | 1,70   | Europe du Sud      | San Ġiljan              |
| Martinique                       | Moana Robinel                | 24  | 1,74   | Caraïbes           | Fort-de-France          |
| Maurice                          | Meenakshi Shivani            | 24  | 1,72   | Afrique            | Port Louis              |
| Mexique                          | Dafne Molina                 | 23  | 1,78   | Amérique           | Mexico                  |
| Moldavie                         | Irina Dolovova               | 21  | 1,73   | Europe du Sud      | Chișinău                |
| Mongolie                         | Khongorzul Ganbat            | 17  | 1,77   | Asie-Pacifique     | Oulan-Bator             |
| Namibie                          | Leefa Shiikwa                | 23  | 1,76   | Afrique            | Tsumeb                  |
| Népal                            | Sugarika KC                  | 19  | 1,71   | Asie-Pacifique     | Patan                   |
| Nicaragua                        | Valeria García               | 21  | 1,76   | Amérique           | Managua                 |
| Nigeria                          | Omowunmi Akinnifesi          | 18  | 1,73   | Afrique            | Lagos                   |
| Norvège                          | Helene Tråsavik              | 19  | 1,74   | Europe du Nord     | Rogaland                |
| Nouvelle-Zélande                 | Kay Anderson                 | 20  | 1,72   | Asie-Pacifique     | Auckland                |
| Pays-Bas                         | Monique Plat                 | 23  | 1,73   | Europe du Nord     | Volendam                |
| Panama                           | Anna Vaprio                  | 21  | 1,81   | Amérique           | Panama (ville)          |
| Pérou                            | Fiorella Castellano          | 18  | 1,83   | Amérique           | Lima                    |
| Pologne                          | Malwina Ratajczak            | 19  | 1,76   | Europe du Nord     | Voïvodie d'Opole        |
| Portugal                         | Ângela Maria Fonseca Spínola | 20  | 1,74   | Europe du Sud      | Setúbal                 |
| Porto Rico                       | Ingrid Marie Rivera          | 22  | 1,75   | Caraïbes           | Luquillo                |
| Tchéquie                         | Lucie Králová                | 23  | 1,74   | Europe du Nord     | Teplice                 |
| République démocratique du Congo | Nelly Dembo                  | 22  | 1,75   | Afrique            | Kinshasa                |
| République dominicaine           | Elisa Abreu                  | 21  | 1,70   | Caraïbes           | Jarabacoa               |
| Roumanie                         | Raluca Voina                 | 20  | 1,73   | Europe du Sud      | Câmpulung               |
| Russie                           | Ioulia Ivanova               | 22  | 1,75   | Europe du Nord     | Novossibirsk            |
| Sainte-Lucie                     | Joy Matty                    | 19  | 1,80   | Caraïbes           | Castries                |
| Serbie-et-Monténégro             | Dina Janković                | 18  | 1,74   | Europe du Sud      | Novi Pazar              |
| Singapour                        | Shenise Wong                 | 23  | 1,73   | Asie-Pacifique     | Singapour               |
| Sri Lanka                        | Nadeeka Perera               | 22  | 1,77   | Asie-Pacifique     | Colombo                 |
| Suède                            | Liza Berggren                | 19  | 1,74   | Europe du Nord     | Mölndal                 |
| Suisse                           | Lauriane Gilliéron           | 21  | 1,70   | Europe du Nord     | Lausanne                |
| Swaziland                        | Zinhle Magongo               | 20  | 1,72   | Afrique            | Lobamba                 |
| Thaïlande                        | Sirinda Sindie Jensen        | 22  | 1,72   | Asie-Pacifique     | Ayutthaya               |
| Tanzanie                         | Nancy Sumari                 | 19  | 1,72   | Afrique            | Arusha                  |
| Trinité-et-Tobago                | Jenna Marie Andre            | 22  | 1,79   | Caraïbes           | San Fernando            |
| Turquie                          | Hande Subaşı                 | 21  | 1,79   | Europe du Sud      | Ankara                  |
| Ukraine                          | Youlia Pintchouk             | 18  | 1,79   | Europe du Nord     | Oblast de Volhynie      |
| Ouganda                          | Juliet Ankakwatsa            | 22  | 1,70   | Afrique            | Kabale                  |
| Uruguay                          | Daniela Tambasco             | 20  | 1,73   | Amérique           | Montevideo              |
| Venezuela                        | Susan Carrizo                | 21  | 1,77   | Amérique           | Lagunillas              |
| Viêt Nam                         | Vũ Hương Giang               | 19  | 1,78   | Asie-Pacifique     | Hanoï                   |
| Zambie                           | Precious Kabungo Mumbi       | 23  | 1,80   | Afrique            | Lusaka                  |

## Déroulement de la cérémonie

### Prix attribués
- Best World Dress Designer :  Turquie - Hande Subasi
- Beauty with a Purpose :  Corée) - Oh Eun-young

### Jury
| Membre             | Nationalité  | Notes                                    |
| ------------------ | ------------ | ---------------------------------------- |
| Julia Morley       | Britannique  | Présidente de l'organisation Miss Monde. |
| Denise Perrier     | Française    | Miss Monde 1953.                         |
| Ann Sidney         | Britannique  | Miss Monde 1964.                         |
| Lúcia Petterle     | Brésilienne  | Miss Monde 1971.                         |
| Wilnelia Merced    | Portoricaine | Miss Monde 1975.                         |
| Mariasela Álvarez  | Dominicaine  | Miss Monde 1982.                         |
| Julia Kourotchkina | Russe        | Miss Monde 1992.                         |
| Diana Hayden       | Indienne     | Miss Monde 1997.                         |
| Agbani Darego      | Nigérienne   | Miss Monde 2001.                         |
| Azra Akın          | Turque       | Miss Monde 2002.                         |

## Challenge Events

### Miss Beach Beauty
- Gagnante : Yulia Ivanova ( Russie)
- 1re dauphine : Irina Dolovova ( Moldavie)
- 2e dauphine : Dafne Molina ( Mexique)
- Top 5 : Ramona Amiri ( Canada), Unnur Birna Vilhjálmsdóttir ( Islande)
- Top 25 : Dhijeva Sundrum ( Afrique du Sud), Patricia Reginato ( Brésil), Leonora Jiménez ( Costa Rica), Tracy Ip ( Hong Kong), Sofia Bruscoli ( Italie), Terri-Karelle Griffith ( Jamaïque), Cecilia Mwangi ( Kenya), Lamitta Frangieh ( Liban), Kay Anderson ( Nouvelle-Zélande), Claire Evans ( Pays de Galles), Carlene Aguilar ( Philippines), Alejandra Cárcamo ( Salvador), Sanja Grohar ( Slovénie), Jenna Marie Andre ( Trinité-et-Tobago)

### Miss Talent
- Gagnante : Kmisha Counts ( Îles Vierges des États-Unis)
- Top 5 : Ramona Amiri ( Canada), Sofia Bruscoli ( Italie), Erina Shinohara ( Japon), Lucie Kralova ( République tchèque)
- Top 16 : Rositsa Ivanova ( Bulgarie), Ting Ting Zhao ( Chine), Oh Eun-young ( Corée), Leonora Jiménez ( Costa Rica), Aisling Friel ( Écosse), Katerína Stikoúdi ( Grèce), Unnur Birna Vilhjálmsdóttir ( Islande), Terri-Karelle Griffith ( Jamaïque), Precious Kabungo Mumbi ( Ouganda), Sanja Grohar ( Slovénie), Jenna Marie Andre ( Trinité-et-Tobago)

| Meilleure performance en chant 1. Kmisha Counts ( Îles Vierges des États-Unis) 2. Katerína Stikoúdi ( Grèce) 3. Sanja Grohar ( Slovénie) Meilleure performance originale 1. Sofia Bruscoli ( Italie) 2. Oh Eun-young ( Corée) 3. Precious Kabungo Mumbi ( Ouganda), Leonora Jiménez ( Costa Rica) Meilleure performance de danse traditionnelle 1. Ramona Amiri ( Canada) 2. Aisling Friel ( Écosse) 3. Ting Ting Zhao ( Chine) | Meilleure performance musicale 1. Erina Shinohara ( Japon) 2. Rositsa Ivanova ( Bulgarie) 3. Jenna Marie Andre ( Trinité-et-Tobago) Meilleure performance de danse 1. Lucie Kralova ( République tchèque) 2. Terri-Karelle Griffith ( Jamaïque) 3. Unnur Birna Vilhjálmsdóttir ( Islande) |

### Miss Sports
- Gagnante : Asie-Pacifique
- 1re dauphine : Caraïbes
- 2e dauphine : Europe du Sud